# Požaha (osada)
Požaha je osada mezi Fulnekem a Skřipovem. Spadá severní části do obce Skřipov v okrese Opava a jižní částí do části Stará Ves města Bílovec v okrese Nový Jičín, západním okrajem do části Lukavec města Fulnek v okrese Nový Jičín. V prvních dvou jmenovaných obcích jsou pro části této osady vyčleněny základní sídelní jednotky téhož názvu (Požaha), dohromady zaujímají necelého půl kilometru čtverečního. Osada má celkem 18 evidovaných budov a nejméně 12 evidovaných obyvatel. Na křižovatce silnic na severovýchodním konci osady se nachází dřevěný kříž.

## Název
Jméno vesnice má v nejstarším dokladu (1377) podobu Požaha. To je odvozno od slovesa požahati - "popálit". Osada tak byla nazvána zřejmě podle vzniku žďářením, případně jako označení místa, kde žhne slunce. V roce 1512 je vesnice zmiňována jako pustá pod označením Požahy.

## Historie
V roce 1377 osada patřila do majetku opavských knížat.
K roku 1512 je Požaha zmiňována jako pustá véska, kterou koupil klášter ve Fulneku spolu se vsí Lukavec, resp. Kateřina Chlebovičovská v roce 1512 vložila Lukavec a pusté Požahy bratřím Janu a Jiřímu Nedvíkovi z Jakubčovic a ti Lukavec a Požahy roku 1513 prodali fulneckému augustiniánskému klášteru (probošt Cyril).
9. října 1938 byl Skřipov obsazen německými vojsky v rámci odstoupení Sudet německé říši. Němec Kurt Janík, statkář z osady Požaha, byl po rozpuštění dosavadní české obecní správy a všech českých organizací a spolků dosazen na místo skřipovského starosty. Po válce byla na Janíkův statek uvalena národní správa a z jeho polností a budov byl vytvořen státní statek.

## Statistické údaje
V základní sídelní jednotce Požaha obce Skřipov jsou k 29. listopadu 2019 evidovány 3 číslované budovy (čp. 58, 59 a 232), všechny bytové, s celkem 5 byty, výměra ZSJ je 0,241 497 km². Při sčítání v letech 2001 i 2011 i podle průběžné evidence k 29. listopadu 2019 zde byli evidováni 3 stálí obyvatelé, počet obyvatel s „obvyklým pobytem“ byl při sčítání v roce 2011 o dva více, tedy 5.
V základní sídelní jednotce Požaha části Stará Ves města Bílovec je k 29. listopadu 2019 evidováno 12 číslovaných budov, z toho 10 s čísly popisnými (čp. 101, 103, 105, 106, 107, 139, 142, 148, 192, 245) a 2 s čísly evidenčními (če. 3 a 19). Šest budov je evidováno jako bytové, 1 jako rekreační (če. 19) a 1 pro krátkodobé ubytování (če. 3). Výměra ZSJ je 0,239 739 km². Počet stálých obyvatel při sčítání v roce 2001 byl 12, při sčítání v roce 2011 i dle průběžné evidence k 29. listopadu 2019 již jen 9, počet obyvatel s „obvyklým pobytem“ byl při sčítání v roce 2011 více, a to 15. 
V západní části, asi 200 metrů jihozápadně od severní části osady, k osadě urbanisticky přináležejí též domy čp. 86 a 126 a če. 3 části Lukavec města Fulnek.

## Doprava
Osada se nachází kolem silnice III/4631. Po této silnici je zde značena cyklotrasa č. 6078.
V severní části osady se nachází autobusová zastávka „Bílovec, Stará Ves, Požaha rozc.“, v jižní části osady zastávka „Bílovec, Stará Ves, Požaha střed“. Jezdí tudy autobusová linka 673 z Ostravy přes Bílovec do Březové.